# Бобрик (станція)
Бо́брик — проміжна станція 4 класу Київської дирекції Південно-Західної залізниці. Розташована у селі Шевченкове Київської області на лінії Київ-Пасажирський — Ніжин. Розташована між зупинними пунктами Жердове (4 км) та Семиполки (2 км).
Станцію було відкрито 1868 року. Електрифіковано у складі лінії Бровари — Ніжин 1964 року. Має три основні колії.
На станції зупиняються усі приміські електропоїзди та деякі електропоїзди підвищеної комфортності. Жоден потяг далекого сполучення не зупиняється.